# 二俁城之戰
二俣城之戰（ふたまたじょうのたたかい）是元龜3年（1572年）10月16日至12月19日武田軍德川軍在遠江北部二俣城的攻防戰，結果武田軍奪取了二俣城為直接攻擊德川家康的主城濱松城掃清了障礙。

## 起因
元龜3年（1572年）10月3日，武田信玄以上洛為目的，進攻德川家康的遠江地區。武田信玄對遠江的德川軍採取分割包圍的策略，10月13日派心腹大將馬場信春攻克只來城。自己率領2万2000部隊一天之內攻下了天方城、一宮城、飯田城、格和城和向笠城，10月15日又佔領了匂坂城。這樣掛川城和高天神城就被完全孤立，德川家康只能用濱松城城內兵力和武田軍對決。結果10月14日的一言坂之戰，武田信玄因為兵力優勢戰勝德川家康。
武田信玄擊敗德川家康後，10月16日包圍二俣城。二俣城在濱松城、掛川城和高天神城的中間，在遠江地區處於重要位置。無論從武田軍自身的補給路綫的確保和切斷德川軍相互聯繫的原因來講，都有佔領二俣城的必要。

## 二俣城攻防戰

### 城兵的抵抗
二俣城位于天龍川和二俣川交會的山坡上，南北兩面環水東北面是斜坡，地勢對於防守十分有利。守將是中根正照，副將是青木貞治，守兵有1,200人。武田家的武田信玄和馬場信春軍隊合計共有2万7000人，因此武田信玄起先選擇了強攻。
中根正照期待德川家康和德川同盟的織田信長援軍，拒絕了武田信玄的勸降。武田信玄於10月18日發起攻擊。武田軍果然從東北面斜坡進攻，在中根正照部隊火槍防守下進展緩慢。

### 斷水
11月，奉武田信玄之命進攻三河的山縣昌景和武田信玄本陣會合，但是武田軍的攻擊還是沒有進展轉眼就到了12月。
武田信玄見力攻收效甚微，於是從計策上着手。二俣城沒有井戶，只在天龍川一方的懸崖上設置井樓，用釣瓶從河中取水。武田信玄製作了大量木筏從天龍川上游漂下，木筏把支撐井樓的柱子撞壞，斷絕了城中的水源。
斷水之後武田信玄再次向城内的中根正照勸降。雖然中根正照為了以防万一在城中放置了水桶來承接雨水，然而城內1,200人都靠雨雪水不甚現實，因此不得不答應武田信玄的要求開城投降，二俣城最終落入武田信玄手中。

## 影響
二俣城的陷落，決定了武田信玄對德川家康的優勢地位。此後飯尾氏、神尾氏、奧山氏、天野氏、貫名氏等地方勢力都表示對武田信玄的服從。
武田信玄佔領了二俣城後，德川家康的濱松城成為武田的下一個佔領目標，引發了12月22日的三方原之戰。